# اچ‌ام‌اس الیوستریوس (۸۷)
اچ‌ام‌اس الیوستریوس (۸۷) (به انگلیسی: HMS Illustrious (87)) یک کشتی بود که طول آن ۷۴۳٫۷۵ فوت (۲۲۶٫۷۰ متر) بود. این کشتی در سال ۱۹۳۹ ساخته شد.